# Симфоническая картина
Симфоническая картина — жанр симфонической музыки.

## История
Генезис симфоническая картина как жанра начинается во второй половине XIX в. в творчестве русских композиторов.
Пройдя путь становления, этот жанр к рубежу XIX — ХХ столетий оказался сложившимся с присущими ему специфическими признаками.
Композиторы ХХ — XXI вв. создают музыкальные картины на основе киномузыки (Дунаевский И. Бега: симфоническая картина из кинофильма «Кубанские казаки». 1949; Артемьев Э. Океан Солярис: симфоническая картина. 1976), драматического искусства (Рыбников А. Юнона и Авось: вокальносимфонические картины. 1981), что свидетельствует о жизнеспособности и актуальности исследуемого явления.

## Особенности
В большинстве случаев симфоническая картина представляет собой одночастное программное произведение, характеризующееся свободной, чаще вариационной, формой, созерцательностью или неторопливой повествовательностью, обилием живописных деталей.
Образы симфонической картины часто связаны с пейзажем или жанрово-бытовыми, сказочно-фантастическими и батальными сценами и не претерпевают значительных изменений.
Тематизм нередко обладает яркой характеристичностью и чертами изобразительности (например «Баба-Яга», «Волшебное озеро» и «Кикимора» Лядова).

## Разновидности
Усиление влияния живописного начала на музыку, коснувшееся жанра музыкальной картины в 1920-е (Западная Европа, США) −1950-е (Россия) гг. приводит к жанровой дифференциации
Производными становятся:
- музыкальные эскизы: Гомоляка В. Б. Закарпатские эскизы. 1950 (Россия); Готлиб М. Московские эскизы: симфонический эскиз. 1975 (Россия); Оловников В. Куранты Брестской крепости. 1975 (Россия). Пистоу У. Три эскиза Новой Англии. 1959 (США); Мыцельский З. Пять симфонических эскизов, 1945 (Польша);

- фрески: Чистяков В. П. Прометей: симфоническая фреска. 1963 (Россия); Гецелев Б. Фреска. 1970 (Россия); Успенский В. А. Симфонические фрески. 1976 (Россия); Цотгер М. Фреска: симфоническая картина (Россия); Щедрин Р. Фрески Дионисия: для девяти инструментов. 1981 (Россия); Меремкулов О. Фрески: для баяна. 1985 (Россия); Рябов В. Рождественская звезда: симфоническая фреска. 1993 (Россия); Брайнер П. Позволь осветить тебе путь: вокально-симфоническая фреска на стихи Р. Тагора. 1986 (Чехия); Блох Э. Гельвеция: симфоническая фреска. 1929 (США);

- акварели: Смирнова Т. Японские акварели: сюита для скрипки, флейты, гобоя, виолончели и клавесина. 1972 (Россия); Губа В. Акварель: для фортепианного трио. 1981 (Россия); Крейн Ю. Г. Три русские акварели: для фортепиано. 1982 (Россия); Ларин А. Январская акварель: для фортепиано и камерного оркестра. 1991 (Россия); Мохов Н. Поэтические акварели: вокальный цикл для сопрано, тенора и инструментального ансамбля. 1993 (Россия); Ларин А. Две акварели: на стихи Бунина. 1996 (Россия);

- лубки: Шлег Л. Лубочек: для трубы и фортепиано. 1975 (Россия); Агафонников В. Владимирский лубок. 1983 (Россия);

- пейзажи : Васк П. Белый пейзаж: для фортепиано; Пейзаж с птицами: для флейты соло. 1981 (Россия); Кейдж Дж. Воображаемый пейзаж № 4: для оркестра. 1951 (США);

- портреты : Цымбалист Е. А. Портрет артиста: симфоническая сюита. 1945 (США);

- витражи: Дмитриев Г. Витражи: для квартета деревянных духовых инструментов. 1983 (Россия); Респиги О. Витражи собора: для оркестра. 1926 (Италия); Мессиан О. Витражи и птицы: для оркестра. 1990 (Франция);

- барельефы: Гецелев Б. Барельефы: симфония для органа. 1985 (Россия);

- мозаики: Беляев В. В. Российская мозаика: сюита для оркестра русских народных инструментов. 1989 (Россия);

- эстампы: Понсе М. М. Ночные эстампы: для оркестра. 1923 (Мексика); Росселини Р. Эстампы старого Рима: для оркестра. 1937 (Италия);

- гравюры: Уолтон У. Т. Портстут-Пойнт: увертюра по гравюре Т. Роулендсона. 1925 (Англия);

- иконы: Казанджиев В. И. Живые иконы: симфонический цикл. 1970 (Болгария);

- фотографии: Барбер С. Поблекшая фотография давней сцены: для оркестра. 1971 (Норвегия);

- миражи: Малипьеро Р. Миражи: для оркестра. 1966 (Италия); Нюстедт К. Мираж: для оркестра. 1974 (Норвегия).

## Произведения
Наиболее распространение симфоническая картина получила в русской и современной музыке:
- А. Г. Рубинштейна («Иван Грозный» и др.),
- М. П. Мусоргского («Ночь на Лысой горе»),
- Н. А. Римского-Корсакова («Садко»),
- А. П. Бородина («В Средней Азии»),
- А. К. Глазунова («Кремль», «Весна»),
- А. К. Лядова, Вас. С. Калинникова, А. А. Спендиарова, Р. М. Глиэра и др.

Встречаются симфонические картины как относительно самостоятельные оркестровые фрагменты в операх или балетах («Полтавский бой» в опере «Мазепа», «Три чуда» в опере «Сказка о царе Салтане», «Сеча при Керженце» в опере «Сказание о невидимом граде Китеже и деве Февронии» и др.).
С. В. Рахманинов создал жанр форпетианные картины («Этюды-картины»).